# Hayden Christensen

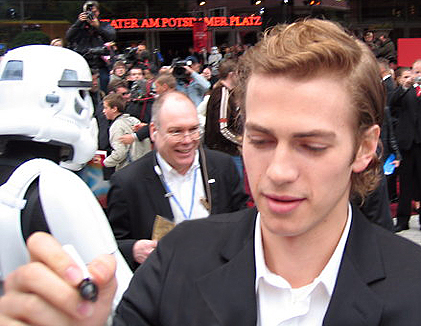
Hayden Christensen la premiera filmului Războiul stelelor - Episodul III: Răzbunarea Sith în mai 2005

Hayden Christensen (n. 19 aprilie 1981, Vancouver, British Columbia, Canada) este un actor canadian, cunoscut pentru rolul celebrului personaj din Războiul stelelor, Anakin Skywalker. A mai jucat și in filmele Jumper, Takers, Awake și Life as a House, iar actuala sa parteneră este Rachel Bilson.

## Filmografie

### Film
| An   | Titlu                                        | Rol                            | Note                                                                           |
| ---- | -------------------------------------------- | ------------------------------ | ------------------------------------------------------------------------------ |
| 1995 | In the Mouth of Madness                      | Paper boy                      |                                                                                |
| 1995 | No Greater Love                              | Teddy Winfield                 |                                                                                |
| 1995 | Street Law                                   | tânărul John Ryan              |                                                                                |
| 1998 | The Hairy Bird                               | Tinka's date                   |                                                                                |
| 1999 | The Virgin Suicides                          | Jake Hill Conley               |                                                                                |
| 1999 | Free Fall                                    | Patrick Brennan                |                                                                                |
| 2001 | Life as a House                              | Sam Monroe                     |                                                                                |
| 2002 | Star Wars: Episode II – Attack of the Clones | Anakin Skywalker               |                                                                                |
| 2003 | Shattered Glass                              | Stephen Glass                  |                                                                                |
| 2004 | Star Wars: Episode VI – Return of the Jedi   | Anakin Skywalker               | Nemenționat; la relansarea pe DVD (l-a înlocuit pe Sebastian Shaw)             |
| 2005 | Star Wars: Episode III – Revenge of the Sith | Anakin Skywalker / Darth Vader | Vocea lui Darth Vader complet costumat/mascat interpretată de James Earl Jones |
| 2006 | Factory Girl                                 | Billy Quinn                    |                                                                                |
| 2007 | Awake                                        | Clayton "Clay" Beresford, Jr.  |                                                                                |
| 2007 | Virgin Territory                             | Lorenzo de Lamberti            |                                                                                |
| 2008 | Jumper                                       | David Rice                     |                                                                                |
| 2009 | New York, I Love You                         | Ben                            | Segment: "Jiang Wen"                                                           |
| 2010 | Takers                                       | AJ                             |                                                                                |
| 2010 | Vanishing on 7th Street                      | Luke Ryder                     |                                                                                |
| 2010 | Quantum Quest: A Cassini Space Odyssey       | Jammer (voce)                  |                                                                                |
| 2014 | Outcast                                      | Jacob                          |                                                                                |
| 2014 | American Heist                               | James Kelly                    |                                                                                |
| 2015 | 90 Minutes in Heaven                         | Don Piper                      |                                                                                |
| 2017 | First Kill                                   | William "Will' Beeman          | Direct-to-video                                                                |
| 2018 | Little Italy                                 | Leonard "Leo" Campo            |                                                                                |
| 2019 | The Last Man                                 | Kurt                           |                                                                                |
| 2019 | Star Wars: The Rise of Skywalker             | Anakin Skywalker               | Voce, cameo                                                                    |

### Televiziune
| An   | Titlu                                   | Rol                            | Note |
| ---- | --------------------------------------- | ------------------------------ | --- |
| 1993 | Family Passions                         | Skip McDeere                   | ? episoade                                                                                                |
| 1993 | E.N.G.                                  | Joey                           | Episodul: "Honour or Wealth"                                                                              |
| 1995 | Love and Betrayal: The Mia Farrow Story | Fletcher                       | Film TV                                                                                                   |
| 1995 | Harrison Bergeron                       | Eric                           | Film TV                                                                                                   |
| 1996 | No Greater Love                         | Teddy Winfield                 | Film TV                                                                                                   |
| 1996 | Forever Knight                          | Andre                          | Episodul: "Fallen Idol"                                                                                   |
| 1997 | Goosebumps                              | Zane                           | Episodul: "Night of the Living Dummy III"                                                                 |
| 1999 | Real Kids, Real Adventures              | Eli Goodner                    | Episodul: "Paralyzed: The Eli Goodner Story"                                                              |
| 1999 | Are You Afraid of the Dark?             | Kirk                           | Episodul: "The Tale of Bigfoot Ridge"                                                                     |
| 1999 | The Famous Jett Jackson                 | Steven                         | Episodul: "Popularity"                                                                                    |
| 2000 | Trapped in a Purple Haze                | Orin Krieg                     | Film TV                                                                                                   |
| 2000 | Higher Ground                           | Scott Barringer                | 22 episoade                                                                                               |
| 2020 | Star Wars: The Clone Wars               | Anakin Skywalker (voce)        | Episodul: "Shattered" (rol de voce împreună cu Matt Lanter pe baza arhivei audio din Revenge of the Sith) |
| 2022 | Obi-Wan Kenobi                          | Anakin Skywalker / Darth Vader | Miniseries 6 episoade                                                                                     |
| 2023 | Ahsoka                                  | Anakin Skywalker / Darth Vader | Miniserial                                                                                                |